# Земский приказ

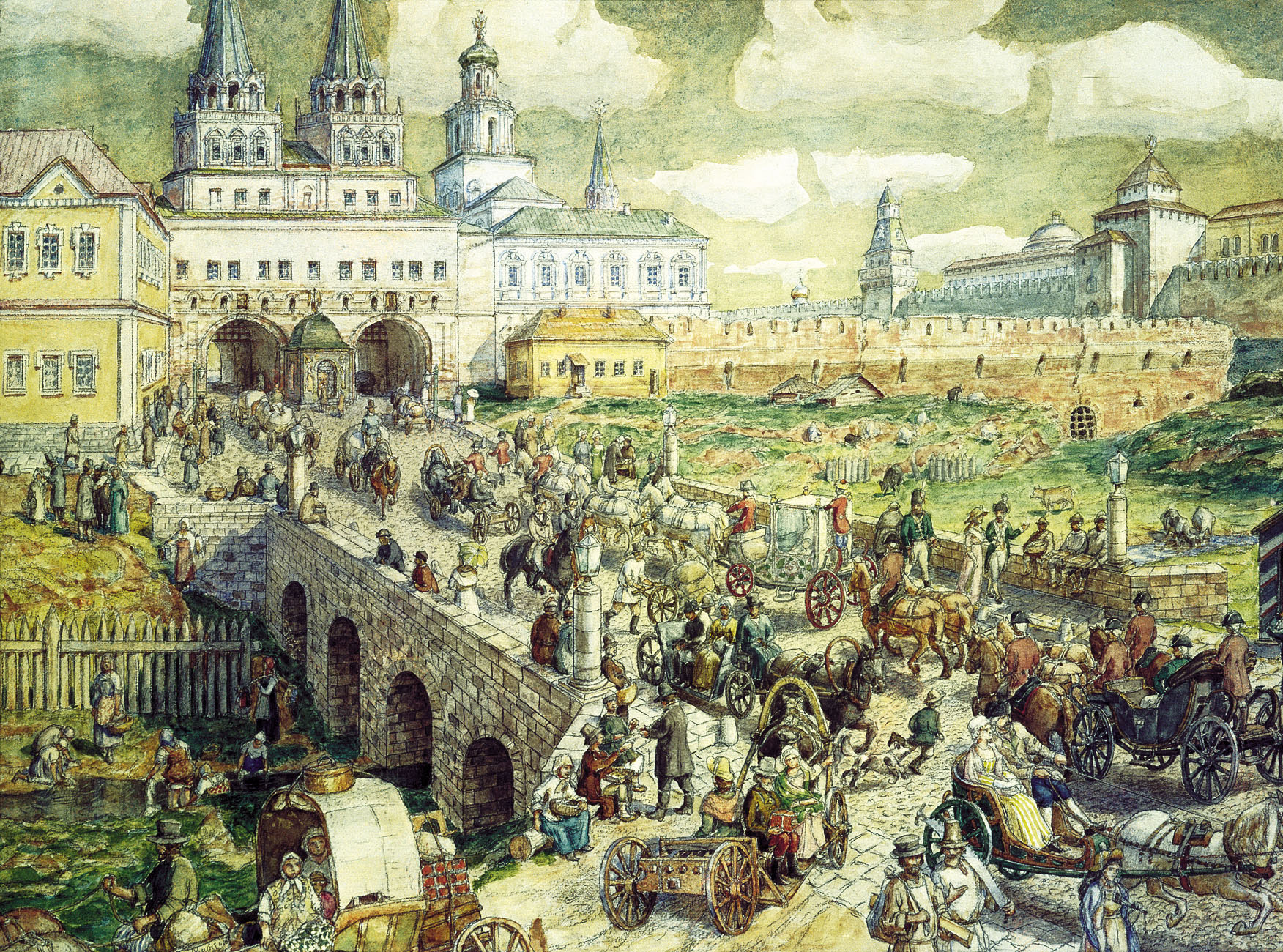
Васнецов А. М., Воскресенский мост, Москва, XVIII век. (вид на Воскресенские ворота и здание Земского приказа).

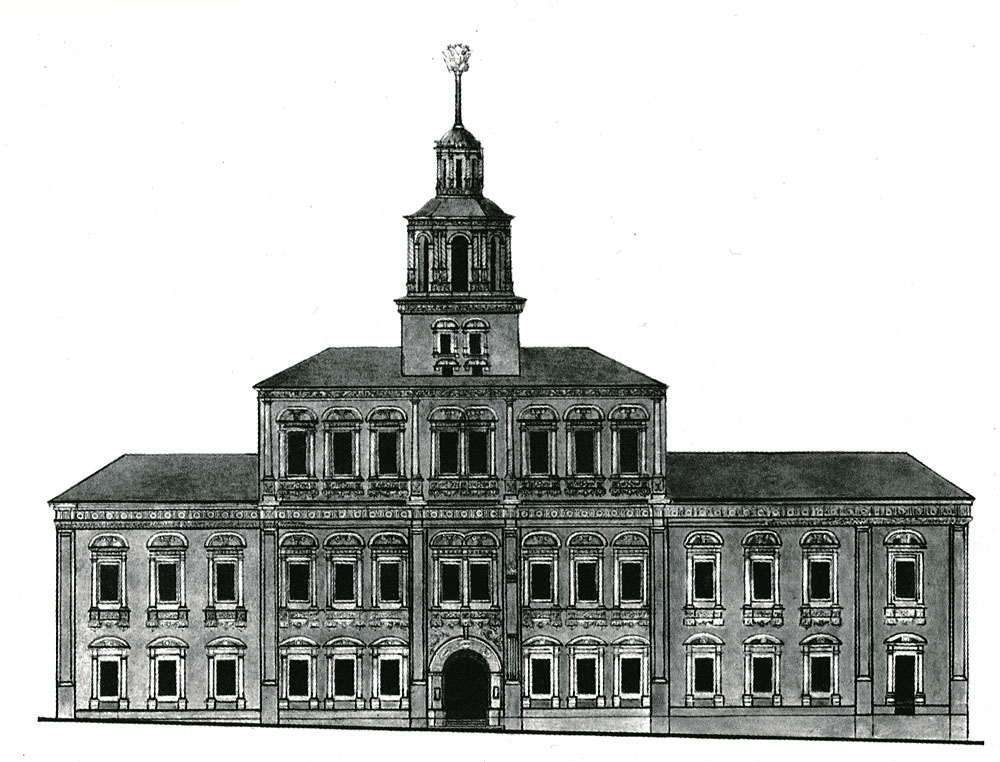
Здание Земского приказа на Красной площади в Москве. Чертеж О. Бове, 1816 год.

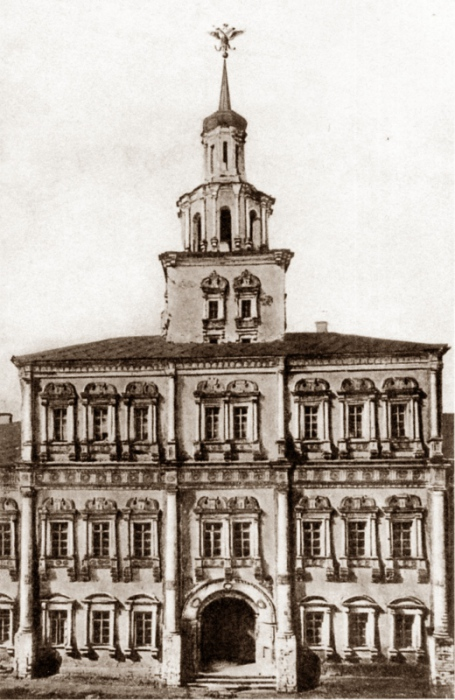
Фотография здания Земского приказа, вид со стороны Присутственных мест и Казанского собора, 1860 год.

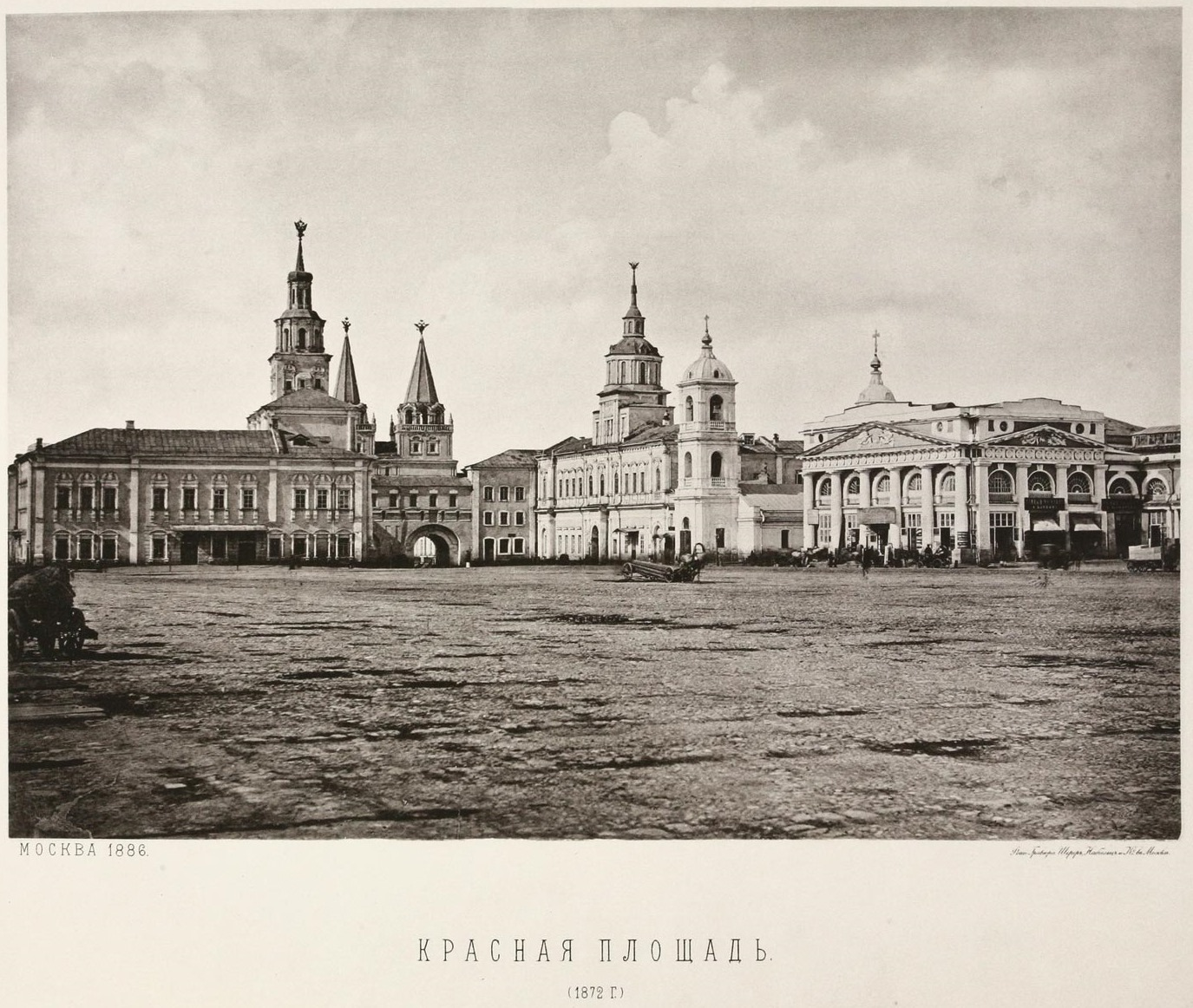
Фотография, со стороны Красной площади, сделанная незадолго до сноса здания приказа.

Земский приказ или Земской дворец — центральный орган государственного управления (приказ), центральное государственное учреждение XVI—XVII веков, ведавшее управлением Москвой, охраной порядка в столице — Москве и некоторыми другими городами, один из более тридцати приказов в столице.

## История
Образован в ходе административных реформ середины XVI века как преемник бывшего органа управления Москвой — Ямского двора. Известен с середины 1560-х гг. под названием Земский двор. В конце XVI — начале XVII века существовали два Земских двора — Старый и Новый. Старый Земский двор находился на Красной площади, у Неглиненских (Воскресенских) ворот Китай-города (на месте нынешнего Исторического музея), где в XVII веке располагался Земский приказ, а ранее предположительно Ямской двор. Новый — за рекой Неглинной, рядом с Кутафьей предмостной башней, против Никитской улицы.
Штат Земского двора (приказа) состоял из начальника (судьи), при котором обычно находился «товарищ» (заместитель). На старшие приказные должности чаще всего назначались лица из числа дворян московских. Руководителям ведомства подчинялись два дьяка, несколько десятков подьячих, а также выбранные от московских чёрных сотен и слобод «решёточные прикащики», «целовальники», прочие низшие чины. В XVII веке у здания приказа размещались площадные подьячие, составлявшие за плату челобитные, купчие, меновые и другие частные юридические документы, под которым ставилась подпись: «писал Троицкой площади подьячий имярек».
Земский приказ был упразднён (реорганизован) в ноябре 1699 года. Его функции были переданы в Судный и Стрелецкий приказ. На базе последнего в июне 1701 года был образован Приказ земских дел (управление землями (городами) Руси (России)), а управление Москвой — Бурмистрская палата (позднее Ратуша, также именовался Московской Земской канцелярией). Ликвидирован в 1719 году.

## Компетенция приказа
В компетенцию приказа входило:
- регулярное проведение описаний подведомственных городов, данные которых вносились в писцовые и переписные книги, служившие основными документами при сборе податей с тяглого населения, раскладке казённых повинностей и для определения прав на владение недвижимостью;
- ведение текущей документации, отражающей изменения в составе владельцев дворов, сведения о которых вносились в «дворовые книги». Пошлины, взимаемые с различных сделок с недвижимостью, поступали в доход учреждения;
- суд по гражданским и уголовным делам среди населения московских чёрных сотен и слобод, а также подведомственных городов. Взимаемые с разбиравшихся судебных дел пошлины также поступали в доход учреждения;
- сбор с жителей Москвы «мостовых денег» для организации работ по мощению и уборке улиц;
- сбор с жителей Москвы «решёточных денег» для организации охраны правопорядка. С этой целью объезжим головам, назначаемым из Разрядного приказа, выделялись «решёточные прикащики», проводившие в сопровождении отрядов стрельцов регулярные объезды города. Кроме этого из числа чёрного населения Москвы на временную службу набирались низшие полицейские чины — «ярыжные» (земские ярыжки), а также сторожа, смотревшие за порядком в подведомственных им кварталах и охранявших уличные решётки, которые запирались в ночное время;
- надзор за соблюдением правил пожарной безопасности и тушение пожаров. В случае пожара к месту возгорания высылались стрельцы и ярыжные «со всякой пожарной рухлядью»;
- содержание тюрем и «убогих домов», захоронение неопознанных трупов.

## Руководители ведомства в XVI—XVII веках

### Земский двор
- середина 1560-х гг. — Грязной Григорий (Меньшой) Борисович
- начало 1570-х гг. — Долгоруков Иван (Григорьевич ?), Мятлев Иван
- май (?) 1572 г. — Мятлев Иван, Нагой Семён, Гоской Михаил
- июль [1578 г. — князь Гагарин Иван Данилович Гусь, Наумов (Наересов ?) Яков Гаврилович

### Старый земский двор/ Новый земский двор
- 1597 г. — Образцов Григорий Фёдорович / Гундоров Андрей Иванович
- 1598 г. — (?) Васильчиков, Григорий Борисович, боярин / ?
- 1599—1600 гг. — князь Елецкий Андрей, Милюков Иван Гусь / Волынский Меньшой Григорьевич
- 1606—1607 гг. — Образцов Григорий Фёдорович, Пушечников Дмитрий / Гундоров Андрей Иванович, Зиновьев Афанасий
- 1610—1611 гг. — Совин Тимофей Петрович, Зубатый Иван Фёдорович / Кологривов Григорий Александрович, Хрипунов Фёдор Юдин

### Земский приказ
- 1612—1615 гг. — Ласкирев Иван Михайлович, Зиновьев Афанасий Ф.
- 1616—1617 гг. — Зиновьев Афанасий Ф.
- 1618—1627 гг. — Проестев Степан Матвеевич, Урусов Иван Васильевич
- 1627/28 г. — Проестев Степан Матвеевич
- 1628/29 — январь 1634 г. — Проестев Степан Матвеевич, Сьянов Василий Васильевич
- май 1634 г. — Наумов Василий Петрович
- с 24 августа 1634 — 1 февраля 1644 г. — Наумов Василий Петрович, Беглецов Никита Наумович
- 1644/45 г. — Беглецов Никита Наумович
- 1645/46-1646/47 гг. — Волынский Семён Васильевич, Нарбеков Савва Потапович
- 1647 — до 2 июня 1648 г. — Плещеев, Леонтий Степанович, Соковнин Иван Фёдорович
- после 2 июня — до 2 декабря 1648 г. — Волынский Михаил Петрович, Соковнин Иван Фёдорович
- 1648/49 −1649/50 — князь Приимков-Ростовский Иван Наумович, Соковнин Иван Фёдорович
- с мая 1650 — по апрель 1651 г. — князь Приимков-Ростовский Иван Наумович, Загряжский Яков Иванович
- с июля 1651 по март 1655 г. — Хитрово Богдан Матвеевич, Сонин Андрей Васильевич
- март — декабрь 1655 г. — Хитрово Богдан Матвеевич, Жуков Роман Васильевич
- с апреля 1656 по 11 июля 1672 г. — Елизаров Прокофий Кузьмич (думный дворянин), при котором в товарищах в разные годы состояли: Жуков Роман Васильевич (1658—1659 гг.), Ларионов Семён Васильевич (1662—1672 гг.)
- 11 июля — 6 ноября 1672 г. — Ржевский Иван Иванович (думный дворянин)
- 9 декабря — 31 мая 1672 г. — Чаадаев Иван Иванович (думный дворянин)
- 31 мая 1672—1676 г. — Елизаров Андрей Прокофьевич (стольник)
- 4 августа — сентябрь 1676 г. — Нарбеков Фёдор Саввич
- 23 сентября 1676 — 31 января 1677 г. — Головин Михаил Петрович (стольник), Нарбеков Фёдор Саввич
- с 2 февраля 1677 — до 3 января 1678 г. — Головин Михаил Петрович, Лопухин Леонтий Ларионович (стольник) — до мая 1677 г.
- с 3 января 1678 — 1679 г. — Хлопов Кирилл Осипович (думный дворянин); с мая по октябрь 1678 г. в товарищах при нём состоял Пятого Иван Яковлевич (стольник)
- 5 декабря 1679 — до ноября (?) 1680 г. — Караулов Григорий Степанович (думный дворянин)
- с 7 ноября 1680 — до 26 октября 1681 г. — князь Приимков-Ростовский Никита Иванович (стольник), Аничков Иван Александрович
- с 26 октября 1681 — до 17 мая 1682 г. — Поливанов Иван Андреевич (стольник)
- с 17 мая 1682 — до 7 февраля 1688 г. — Головин Михаил Петрович (боярин); с 1686 по 1688 г. в товарищах при нём состоял Полянский Данила (думный дьяк)
- с 7 февраля — до 26 сентября 1688 г. — Полянский Данила (думный дьяк)
- с 26 сентября 1688 — до 3 ноября 1699 г. — князь Львов Михаил Никитич (окольничий, с 1693/94 г. — боярин); с 1693 по 1699 г. в товарищах при нём состоял Борняков Иван Никитич (стольник)